# Acalypha juliflora
Acalypha juliflora är en törelväxtart som beskrevs av Ferdinand Albin Pax. Acalypha juliflora ingår i släktet akalyfor, och familjen törelväxter. Inga underarter finns listade i Catalogue of Life.